# マクラウド川
マクラウド川(まくらうど-がわ 英:McCloud River)とは、アメリカ合衆国カリフォルニア州北部、サクラメント川に平行して流れる川である。サクラメント川の支流。全長124.1キロメートル。

## 流路
シスキュー郡の南東カスケード山脈のシャスタ山から幾つかの湧水が流れ、まず西へ流れたあと南に下り南西にある湖マクラウド湖を通った後、シャスタ・トリニティ国有林を経て流れ、シャスタ湖へ注ぐ。

## 歴史
1829年から1830年の冬の間に、ハドソン湾会社の狩猟旅行者、アレクサンダー・ロデリック・マクロードが訪れたことに由来し、「マクラウド川」と呼ばれるようになった。
元は「McLeod」であったが、1860年以降は「McCloud」の綴りが広がり現在に至っている。